# Okrug Košice IV
Košice IV (slk. Okres Košice IV) je okrug u istočnoj Slovačkoj u  Košickom kraju, jedan je od četiri okruga drugog po veličini Slovačkoga grada Košica u okrugu živi 55 825 stanovnika, dok je gustoća naseljenosti 916,60 stan/km². Ukupna površina okruga je 60,90 km².

## Stanovništvo
| Godina:     | 1994.  | 2004.   | 2014.   | 2024.   |
| ----------- | ------ | ------- | ------- | ------- |
| Broj ljudi: | 60 781 | 56 634  | 59 729  | 55 825  |
| Razlika:    |        | −6,82 % | +5,46 % | −6,53 % |

| Godina:     | 2023.  | 2024.   |
| ----------- | ------ | ------- |
| Broj ljudi: | 56 143 | 55 825  |
| Razlika:    |        | −0,56 % |

## Gradske četvrti
- Barca
- Juh
- Krásna
- Nad jazerom
- Šebastovce
- Vyšné Opátske